# Papaverine
Papaverine (papaver trong tiếng Latin, "poppy") là một loại thuốc chống co thắt opal alkaloid, được sử dụng chủ yếu trong điều trị co thắt nội tạng và co thắt mạch máu (đặc biệt là những thuốc liên quan đến ruột, tim hoặc não), và đôi khi trong điều trị rối loạn cương dương. Nó được sử dụng trong điều trị thiếu máu cục bộ mạc treo cấp tính. Trong khi nó được tìm thấy trong cây thuốc phiện, papaverine khác nhau về cả cấu trúc và tác dụng dược lý so với các thuốc giảm đau dạng thuốc phiện (liên quan đến morphin) (opiates).

## Lịch sử

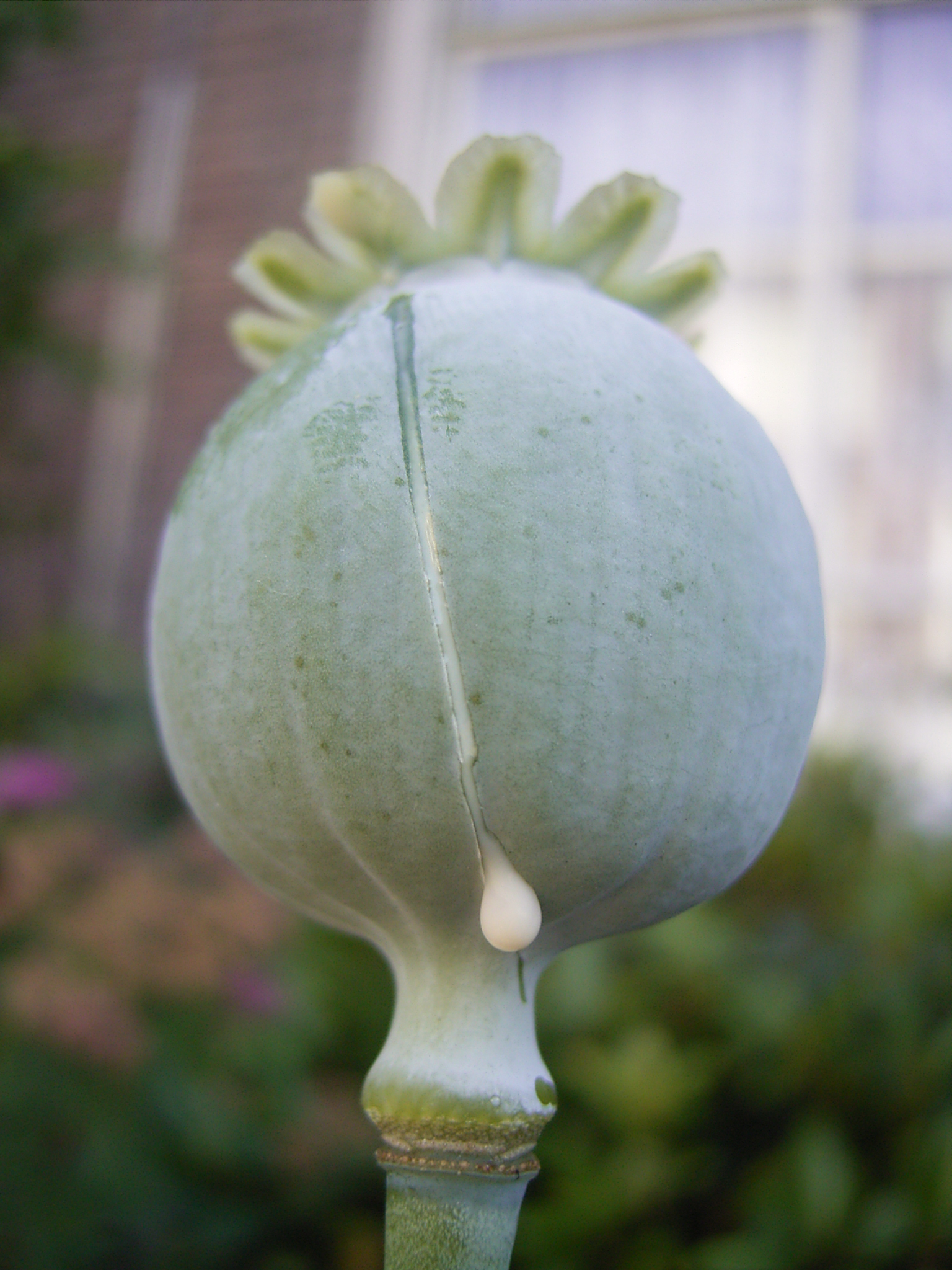
Capsule of Papaver somniferum cho thấy latex (thuốc phiện) chảy ra từ vết mổ. Papaverine xảy ra tự nhiên trong thuốc phiện.

Papaverine được phát hiện vào năm 1848 bởi Georg Merck (1825-1918). Merck là một sinh viên của các nhà hóa học người Đức Justus von Liebig và August Hofmann, và ông là con trai của Emanuel Merck (1794-1855), người sáng lập tập đoàn Merck, một công ty hóa chất và dược phẩm lớn của Đức.

## Công dụng
Papaverine được chấp thuận để điều trị co thắt đường tiêu hóa, ống mật và niệu quản và để sử dụng làm thuốc giãn mạch máu não và mạch vành trong xuất huyết dưới nhện (kết hợp với nong mạch vành)  và phẫu thuật bắc cầu động mạch vành. Papaverine cũng có thể được sử dụng như một chất làm giãn cơ trơn trong phẫu thuật vi phẫu, nơi nó được áp dụng trực tiếp vào các mạch máu.
Papaverine được sử dụng như một loại thuốc rối loạn cương dương, một mình hoặc đôi khi kết hợp. Papaverine, khi được tiêm vào mô dương vật, gây ra sự thư giãn cơ trơn trực tiếp và do đó làm đầy tử cung cavernosum bằng máu dẫn đến cương cứng. Một loại gel bôi ngoài da cũng có sẵn để điều trị ED.
Nó cũng thường được sử dụng trong bảo quản lạnh các mạch máu cùng với các glycosaminoglycan khác và huyền phù protein. Chức năng như một thuốc giãn mạch trong bảo quản lạnh khi được sử dụng kết hợp với verapamil, phentolamine, nifedipine, tolazoline hoặc nitroprusside.
Papaverine cũng đang được nghiên cứu như là một yếu tố tăng trưởng tại chỗ trong việc mở rộng mô với một số thành công.
Papaverine được sử dụng như một thuốc dự phòng ngoài nhãn hiệu (phòng ngừa) chứng đau nửa đầu. Nó không phải là thuốc đầu tiên như một số thuốc chẹn beta, thuốc chẹn kênh calci, thuốc chống trầm cảm ba vòng và một số thuốc chống co giật như divalproex, mà là khi các thuốc dòng đầu tiên và thuốc thứ cấp như SSRI, thuốc đối kháng thụ thể angiotensin II, v.v. trong điều trị dự phòng đau nửa đầu, có tác dụng phụ không thể chịu đựng được hoặc chống chỉ định.
Papaverine cũng có mặt trong sự kết hợp của các loại muối thuốc phiện như papaveretum (Omnopon, Pantopon) và các loại khác, cùng với morphine, codeine và trong một số trường hợp noscapine và các loại khác trong một tỷ lệ tương tự như trong thuốc phiện hoặc được sửa đổi cho một ứng dụng nhất định.
Papaverine được tìm thấy như một chất gây ô nhiễm trong một số heroin  và có thể được sử dụng bởi các phòng thí nghiệm pháp y trong hồ sơ heroin để xác định nguồn gốc của nó. Các chất chuyển hóa cũng có thể được tìm thấy trong nước tiểu của người sử dụng heroin, cho phép phân biệt heroin đường phố với diacetylmorphin dược phẩm.

## Cơ chế
Cơ chế hoạt động in vivo không hoàn toàn rõ ràng, nhưng sự ức chế enzyme phosphodiesterase gây ra sự gia tăng của AMP tuần hoàn mức độ  là đáng kể. Nó cũng có thể thay đổi hô hấp ty thể.
Papaverine cũng đã được chứng minh là một lựa chọn chất ức chế phosphodiesterase cho subtype PDE 10A tìm thấy chủ yếu ở thể vân của não. Khi sử dụng lâu dài cho chuột, nó tạo ra sự thiếu hụt về vận động và nhận thức và làm tăng sự lo lắng, nhưng ngược lại có thể tạo ra tác dụng chống loạn thần, mặc dù không phải tất cả các nghiên cứu đều ủng hộ quan điểm này.

## Tác dụng phụ
Tác dụng phụ thường xuyên điều trị papaverine bao gồm đa hình nhịp nhanh thất, táo bón, can thiệp với sulphobromophthalein  kiểm tra duy trì (được sử dụng để xác định chức năng gan), tăng transaminase cấp, tăng phosphatase kiềm cấp, buồn ngủ, và chóng mặt.
Các tác dụng phụ hiếm gặp bao gồm đỏ bừng mặt, tăng tiết (đổ mồ hôi quá nhiều), phun trào ở da, hạ huyết áp động mạch, nhịp tim nhanh, mất cảm giác ngon miệng, vàng da, tăng bạch cầu ái toan, giảm tiểu cầu, viêm gan hỗn hợp, viêm gan, dị ứng. co thắt mạch máu.
Papaverine trong cây Sauropus androgynus có liên quan đến bệnh viêm tiểu phế quản.

## Công thức và tên thương mại
Papaverine có sẵn dưới dạng liên hợp của hydroclorua, codecarboxylate, adenylate và teprosylate. Nó cũng đã từng có sẵn như là một muối của hydrobromua, camsylate, cromesilate, nicotinate, và acid amygdalic | phenylglycolate. Muối hydrochloride có sẵn để tiêm bắp, tiêm tĩnh mạch, trực tràng và uống. Teprosylate có sẵn trong các công thức tiêm tĩnh mạch, tiêm bắp và uống. Codarboxylate có sẵn ở dạng uống, chỉ như adenylate.
Codarboxylate được bán dưới tên Albatran, adenylate là Dicertan, và muối hydrochloride được bán khác nhau như Artegodan (Đức), Cardioverina (các quốc gia ngoài Châu Âu và Hoa Kỳ), Dispamil (các quốc gia ngoài Châu Âu và Hoa Kỳ) Hoa Kỳ), Opdensit (Đức), Panergon (Đức), Paverina Houde (Ý, Bỉ), Pavacap (Hoa Kỳ), Pavadyl (Hoa Kỳ), Papaverine (Israel), Papaverin-Hamelin (Đức), Paveron (Đức)), Spasmo-Nit (Đức), Cardiospan, Papaversan, Cepaverin, Cerespan, Drapavel, Forpaven, Papalease, Pavatest, Paverolan, Therapav (Canada ), Vasospan, Cerebid, Delapav, Dilaves, Durapav, Dynovas, Optenyl, Pameion, Papacon, Pavabid, Pavacen, Pavakey, Pav theo, Pavnell, Alapav, Myobid, Vasal, Pamelon, Pavadel, Pavagen, Ro-Papav, Vaso-Pav, Papanerin-hcl, Qua thầu, Papital TR, Paptial 150. Ở Hungary, papaverine và homatropine methylbromua được sử dụng trong các loại thuốc nhẹ giúp "xả" mật.